# Brus jazyka
Brus (jazyka) je název typu jazykovědné publikace, která systematicky popisuje a opravuje běžné chyby v mluveném i psaném projevu a tím přispívá ke sjednocení a vytříbení jazyka.
Příkladem je Brus jazyka českého, spis o poopravení a naostření řeči české (Jiří Konstanc 1667), Brus jazyka českého : příspěvek k dějinám osvěty vůbec a slovanské i české zvláště (Martin Hattala 1877) nebo Oprávce poklésků mluvnických, neboli, Brus jazyka českého (František Bačkovský 1894).